# Liste des genres de heavy metal
Un certain nombre de genres de metal sont apparus depuis l'émergence du genre à la fin des années 1960. Même si ces genres sont parfois difficiles à distinguer les uns des autres, ils se différencient la plupart du temps par des structures, des styles instrumentaux et vocaux, et des tempos différents. Parfois, une caractéristique est partagée par un genre et plusieurs autres genres ou sous-genres. Les genres de heavy metal sont généralement groupés au regard de ces caractéristiques.

## Black metal
Le black metal est un sous-genre extrême du thrash metal, caractérisé par un tempo rapide, des voix gutturales et écorchées, des morceaux de guitare électriques distordues, un blast beat, un enregistrement agressif, et des structures musicales souvent non conventionnelles. Dans les années 1980, de nombreux groupes de thrash metal lancent un premier type de black metal. Cette « première vague » implique des groupes comme Venom, Bathory, Hellhammer et Celtic Frost. Une « seconde vague » est lancée au début des années 1990, avec à sa tête des groupes norvégiens comme Mayhem, Burzum, Darkthrone, Immortal, et Emperor. Le black metal norvégien deviendra un sous-genre à part entière.
À l'origine considéré comme un synonyme de « metal satanique », le black metal se retrouve souvent confronté à des divergences dans l'opinion publique, en principe à cause de sa nature misanthrope et anti-chrétienne revendiquée par certains groupes et musiciens. De plus, de nombreux pionniers du genre ont été associés à des incendies d'église et homicides. Certains ont même été associés au néonazisme, même si la plupart des fans et musiciens de black metal rejettent l'idéologie néo-nazie et s'opposent fermement à son inclusion dans le mouvement black metal,,.

### Viking metal
Le viking metal est un sous-genre thématique du pagan metal et du heavy metal (sens large) dont les origines se retracent dans le black metal et la musique folk nordique, caractérisé par un intérêt principal (dans sa thématique et ses paroles) pour la mythologie nordique, le paganisme nordique, et le temps des vikings. A ses débuts, ce style musical se manifeste typiquement comme du black metal influencé folk nordique. Il se caractérise également de par un style de riff lourd et lent, des chœurs, l'usage de voix claires et saturées, l'usage fréquent d'instruments folkloriques, et souvent l'usage d'un clavier pour un effet atmosphérique. Le viking metal se développe dans les années 1980 en guise de genre musical rejetant le satanisme et l'occultisme pour le thème des Vikings et du paganisme opposé à la chrétienté. La plupart des groupes de viking metal sont originaires des pays nordiques, et presque tous se revendiquent, directement ou indirectement, de descendance viking. Ces musiciens et groupes incluant Led Zeppelin, Yngwie Malmsteen, Heavy Load, et Manowar se concentraient auparavant sur le thème des vikings ; Bathory, originaire de Suède, est considéré comme le groupe fondateur du genre grâce à ses albums Blood Fire Death (1988) et Hammerheart (1990). Enslaved, Burzum, Emperor, Storm, Falkenbach et Windir aident au développement du genre au début et au milieu des années 1990. A Noter également que le terme « Viking metal » renvoie aussi tout simplement au metal qui traite de la thématique viking/pagan scandinave et arbore des pochette renvoyant à l'univers Viking. Ainsi, des groupes de folk metal comme Moonsorrow, Turisas, Månegarm, Týr, Equilibrium sont ou peuvent également être étiqueté "Viking Metal", tout comme les groupes de Death Metal Mélodique Amon Amarth et Unleashed.

### War metal
Le war metal, war black metal ou bestial black metal, est un genre de black metal agressif, cacophonique et défini par Wolf-Rüdiger Mühlmann, rédacteur au magazine Rock Hard, comme « enragé » et « frappant ». La première vague du black metal orientée war metal implique les groupes Sodom,, Possessed et d'anciens groupes de grindcore, black et death metal comme Repulsion,, Autopsy, Sarcófago,,, et Sepultura (leurs deux premiers albums),. Le war metal implique les groupes Blasphemy,, Archgoat, Impiety, In Battle,Zyklon-B et Revenge.

## Crust punk
Le crust punk, souvent et simplement appelé crust, est une forme musicale inspirée de l'anarcho-punk, du punk hardcore et du metal extrême. Le style, qui évolue au milieu des années 1980 en Angleterre, utilise souvent des paroles sombres et pessimistes dont les thèmes se centrent sur la politique et la société. Le terme de crust est utilisé pour la première fois par Hellbastard dans leur démo Ripper Crust (1986). Le crust est partiellement caractérisé par un son plein de basses et distordu. Il est souvent joué à un tempo avec quelques passages lents occasionnels. Les morceaux vocaux sont habituellement gutturaux. Le crust punk s'inspire de l'anarcho-punk de Crass et du metal extrême de groupes comme Venom et Celtic Frost,. Des groupes de crust punk notables sont Amebix, Discharge, All Pigs Must Die et Antisect.

## Dark metal
Le dark metal est un sous-genre du heavy metal,,,,. De nombreuses divergences d'opinion existent concernant quels éléments, styles, ou thème font du metal une musique sombre (dark),,,,,,.
Robert Palmer, critique musical au New York Times, considère que le metal a adopté les thèmes de l'horreur et de la violence, et utilise des groupes comme Megadeth, Anthrax, Slayer et Danzig en exemple. Dans leurs ouvrages, Robert Walser et Richard D. Barnet s'accordent sur le fait que le dark metal est orienté vers l'occulte. Micah L. Issitt, Jeffrey Kaplan, Bryan Reesman, Joel MacIver, et Chuck Eddy s'accordent sur le fait que le dark metal utilise des thèmes gothiques. Des groupes appartenant à un large spectre de genres metal sont considérés comme dark metal, comme Black Sabbath, Slayer, Judas Priest, Alice in Chains, Lacuna Coil, Korn,, Lake of Tears, Lillian Axe, Evergrey, et Tool.

## Death metal

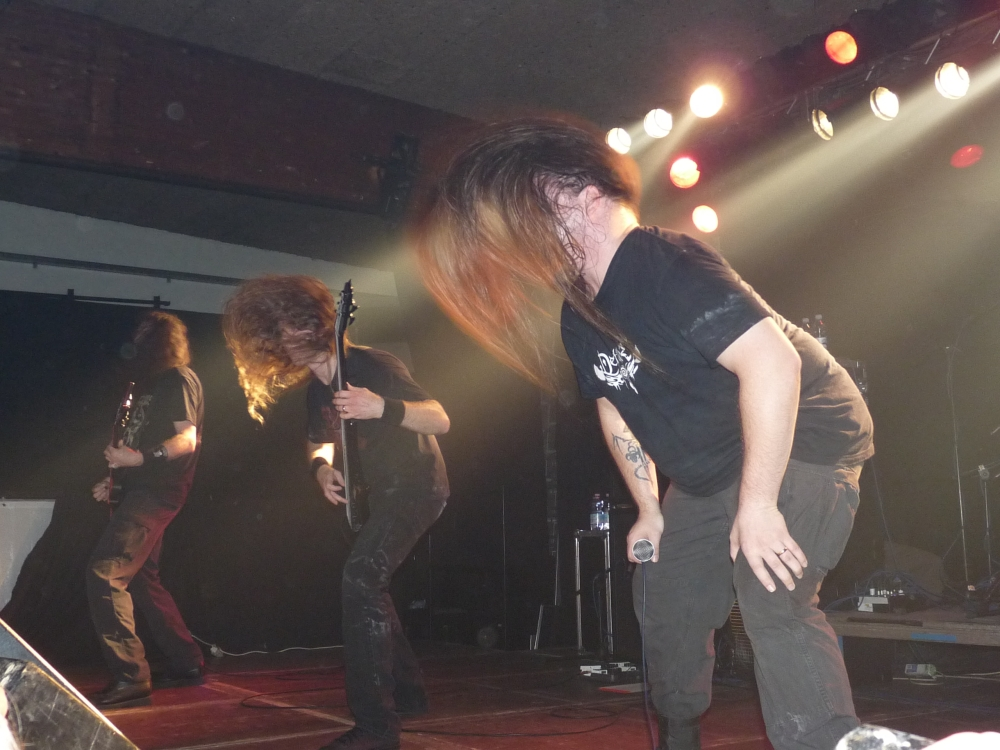
Cannibal Corpse, groupe de death metal.

Le death metal est un sous-genre extrême du heavy metal. Il fait habituellement usage de guitares saturées, de grunts, de blast beat, et de structures musicales complexes. Bien que le thème de la violence soit aussi exploré dans d'autres genres, le death metal se focalise souvent sur des actes extrêmes comme la mutilation, la dissection, la torture, le viol, le cannibalisme, et la nécrophilie.
Construite sur la structure musicale du thrash metal et du premier type de black metal, le death metal est lancé au milieu des années 1980. Des groupes de metal comme Slayer,, Kreator, Celtic Frost et Venom ont participé au développement du genre. Possessed et Death,,, comme pour Obituary, Carcass, Deicide et Morbid Angel sont souvent considérés comme les pionniers du genre. À la fin des années 1980 et début des années 1990, le death metal gagne l'intérêt de la presse spécialisée, et des labels comme Combat Records, Earache Records et Roadrunner Records commencent leur course effreinée dans la signature de groupes de death metal. Dès lors, le death metal se diversifie, et lance une variété de sous-genres.

### Death 'n' roll
« Death 'n' roll » est un terme qui définit une catégorie de groupes de death metal mêlant des éléments de rock 'n' roll à leur chansons. Le terme est un mélange de death metal et rock 'n' roll. Le genre mêle grunts, riffs de guitare distordue et éléments de hard rock et de heavy metal des années 1970,. Des exemples de groupes notables sont Entombed, Six Feet Under, Gorefest, et Deuteronomium.

### Death metal mélodique
Le death metal mélodique, melodeath ou MDM, est un style de heavy metal mêlant éléments de la New wave of British heavy metal (NWOBHM) et death metal. Le style se développe au début et au milieu des années 1990, principalement en Angleterre et Scandinavie. La scène du death metal suédois ne popularise pas complètement le style. Certains groupes du genre sont Amon Amarth, At the Gates, Carcass, Dark Tranquillity, Arch Enemy, in Flames, Soilwork et Children of Bodom

### Death metal technique
Le death metal technique, souvent abrégé tech death, est caractérisé par des morceaux de guitare rapides et techniquement complexes ainsi que des signatures rythmiques complexes. Les chants sont souvent gutturaux. Certains des premiers groupes du genre sont Death, Pestilence, Atheist, Nocturnus, Cynic, Origin et Cephalic Carnage. La musique est souvent de nature sombre.

## Doom metal
Le doom metal est une forme extrême du heavy metal caractérisée par un tempo lent. La musique et les paroles évoquent particulièrement le désespoir. Le genre s'inspire des premières chansons de Black Sabbath ayant formé un prototype du doom metal avec des chansons comme Black Sabbath, Electric Funeral et Into the Void. Pendant la première moitié des années 1980 un nombre de groupes britanniques (Pagan Altar, Witchfinder General), américains (Pentagram, Saint Vitus, The Sword, Trouble) et suédois (Candlemass, Count Raven) font du doom metal un genre distinct.

### Death-doom
Le Death-doom, parfois death/doom ou deathdoom, est un sous-genre extrême du heavy metal. Il mêle tempo lent, humeur dépressive du doom metal, grunts et double-kick issu du death metal. Le genre émerge au milieu des années 1980 et emporte un certain niveau de popularité dans les années 1990, mais décline au début du XXIe siècle. Le death-doom popularise le genre funeral doom et le metal gothique plus romantique. Le genre death-doom est lancé dans les années 1980 lorsque Dream Death commence à mêler doom metal traditionnel, thrash et death metal. Les premières chansons de groupes comme Paradise Lost, My Dying Bride et Anathema mêlent les sons de Celtic Frost et Candlemass des années 1980 à des voix féminines, au clavier, et, dans le cas de My Dying Bride, aux violons.

### Drone metal
Le drone metal, ou drone doom, est lancé comme un genre dérivé du doom metal, et est largement inspiré par la musique drone ; les notes des accords sont soutenues et répétées. La guitare électrique se compose d'échos et les chants, si présents, sont habituellement hurlés ou grognés. Les chansons sont souvent longues et manquent de rythme dans un sens traditionnel. Le drone doom est généralement inspiré par la musique drone, la musique bruitiste et la musique minimaliste. Le style émerge au début des années 1990 et est lancé par Earth, Boris et Sunn O))).

### Sludge metal
Le sludge metal est dérivé du doom metal, et mêle le punk hardcore à des éléments de rock sudiste. La plupart des groupes de sludge composent des chansons lentes et lourdes avec quelques passages hardcore,. Cependant, certains groupes jouent à vitesse accélérée. Les instruments à corde sont distordus. Les morceaux de batterie sont typiquement doom metal, mais le batteur peut faire usage du d-beat ou du double-kick lors de passages plus rapides. Les chants sont souvent hurlés, et les paroles sont de nature pessimiste. La souffrance, la toxicomanie, les politiques et la haine envers la société sont les thèmes lyriques principaux. La Nouvelle-Orléans et sa scène sont souvent considérées comme le lieu de naissance du genre. Le style est lancé au début des années 1990 par des groupes comme Eyehategod, Crowbar, Buzzov•en et Acid Bath.

## Folk metal
Le folk metal est un sous-genre du heavy metal développé en Europe durant les années 1990. Comme son nom l'indique, le genre est un mélange de heavy metal et de folk traditionnel. Cela inclut l'utilisation d'instruments folk. Le premier groupe notable du genre est Golgotha, dont l'EP Dangerous Games (1984) contient un mélange de New wave of British heavy metal et de folk. Le genre ne subit aucun réel développement avant l'arrivée du groupe Skyclad et de leur premier album The Wayward Sons of Mother Earth publié en 1990. En 1994 et 1995, des groupes du genre commencent à émerger dans les recoins d'Europe et en Israël. Parmi ces groupes, le groupe irlandais Cruachan et le groupe allemand Subway to Sally qui aident au développement de leurs genres régionaux le metal celtique comme Eluveitie ou Ithilien et le metal médiéval, respectivement. Malgré leurs contributions, le folk metal n'est que très peu connu dans les années 1990. Ce n'est pas avant le début des années 2000 que le genre se popularise en particulier en Finlande avec des groupes comme Finntroll, Ensiferum, Korpiklaani, Turisas et Moonsorrow.

### Metal celtique
Le metal celtique est un sous-genre du folk metal ayant émergé dans les années 1990 en Irlande. Comme son nom l'indique, le genre mêle heavy metal et musique celtique. Le premier pionniers du genre sont les trois groupes Cruachan, Primordial et Waylander. Depuis, le genre s'est popularisé au-delà des frontières irlandaises.

### Pirate metal
Le pirate metal est un sous-genre mêlant heavy metal, thrash metal, et parfois speed metal à l'âge d'or de la piraterie, parfois accompagné de chants marins. Le groupe Running Wild est le pionnier de cette mouvance.

### Metal médiéval
Le metal médiéval, ou rock médiéval, est un sous-genre du folk metal mêlant hard rock ou heavy metal à la musique folk médiévale. Le metal médiéval se limite à l'Allemagne, pays dans lequel il est connu sous le nom de « Mittelalter-Metal » ou « Mittelalter-Rock »,,,.

## Glam metal

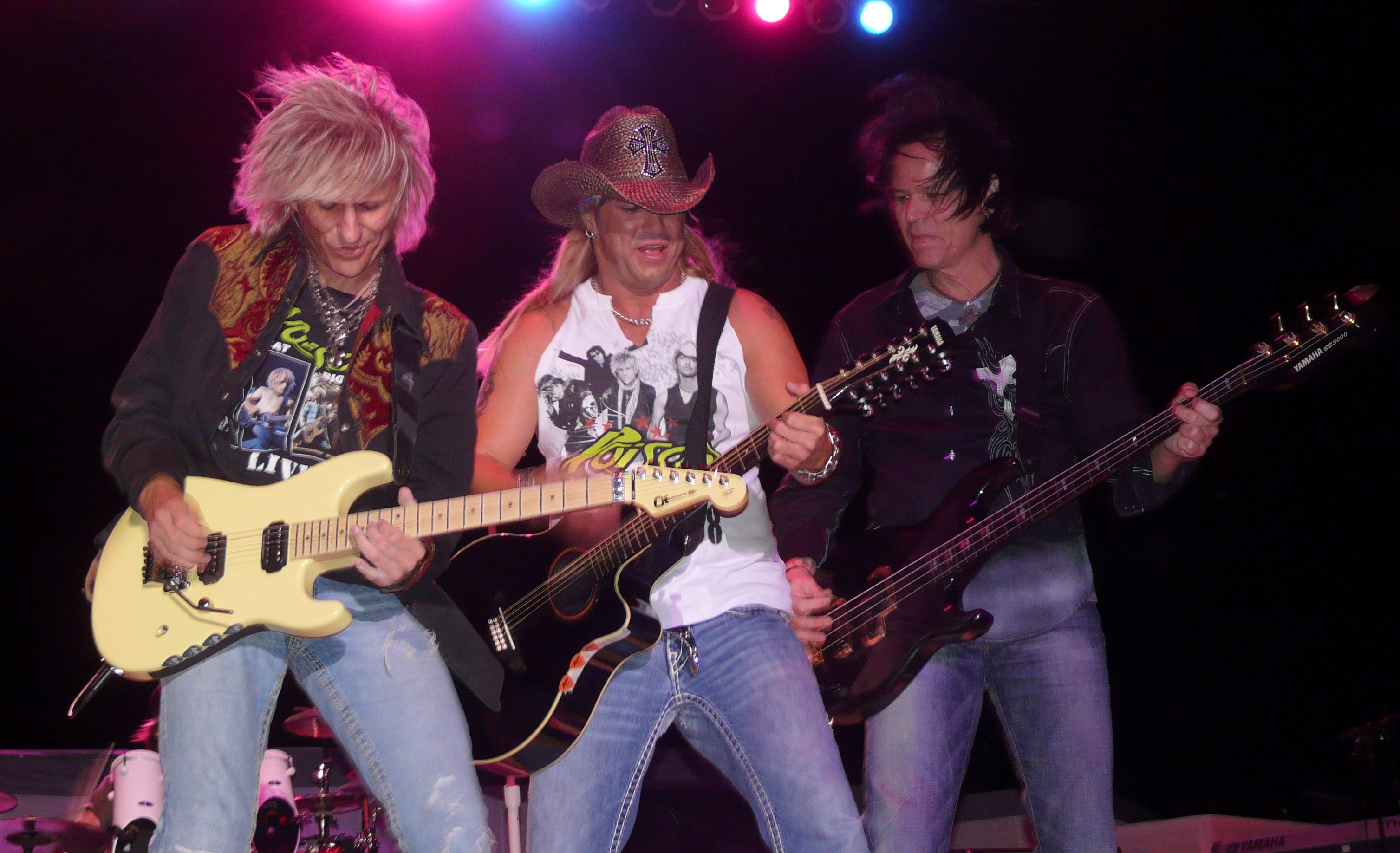
Poison, groupe de glam metal.

Le glam metal, également connu sous les termes de hair metal ou pop metal, désigne le style visuel de certains groupes de heavy metal à la fin des années 1970 et début 1980 aux États-Unis, en particulier de la scène Sunset Strip de Los Angeles. Il se popularise dans les années 1980 et brièvement au début des années 1990, mêlant look flamboyant de glam rock et style musicaux hard rock et heavy metal commerciaux.

## Grindcore
Le grindcore est un genre mêlant crust punk, punk hardcore et thrash metal ou death metal. Il se caractérise par des grunts, des blast beats, et des chansons parfois très courtes aux paroles souvent centrées sur le gore et la violence, et parfois la politique. Le grindcore, contrairement au death metal, est souvent très chaotique, et manque de signature musicale standard. Le style est lancé par le groupe britannique Napalm Death dans les années 1980. D'autres groupes notables de grindcore sont Brutal Truth, Anal Cunt et Pig Destroyer.

### Deathgrind
Le deathgrind, aussi écrit death-grind ou death/grind, est un genre musical mêlant death metal et grindcore. Le deathgrind est comme « du grindcore et du death metal brutal qui se percutent de front. » Danny Lilker décrit le deathgrind comme « un mélange de technique du death metal et d'intensité du grindcore. » Le death/grind se concentre sur la brutalité musicale.

### Goregrind
Le goregrind est un sous-genre du grindcore et du death metal. Malgré l'impact des premiers albums du genre comme Horrified de Repulsion, et Ultimo Mondo Cannibale d'Impetigo (en), les origines du genre reposent en réalité sur les épaules de Carcass qui se lancent dans la musique à la fin des années 1980.

### Pornogrind
Le pornogrind (porno grind, porno-grind ou porn grind), est un sous-genre du grindcore et du death metal, concentré sur les thèmes sexuels. L'ouvrage de Natalie Purcell, Death Metal Music: The Passion and Politics of a Subculture, note que des groupes tels que Gut composent « les chansons les plus simplistes, lentes, et plus axées rock. » Les couvertures d'albums des groupes pornogrind sont notées comme étant extrêmes et potentiellement choquantes, « un bon moyen pour ne pas les mettre en rayon. »

## Heavy metal traditionnel
Le heavy metal traditionnel (metal classique ou simplement heavy metal) désigne le style de heavy metal des origines, avant l'essor des différents sous-genres de metal, c'est-à-dire le heavy metal en tant que tendance esthétique des années 1970 et 1980. Le terme peut parfois prêter à confusion car selon l'emploi il peut englober le hard rock d'origine et, dans d'autres cas, être considéré, au contraire, comme un style proche mais distinct du hard rock. Au sens premier on inclura donc sous cette appellation, les groupes de hard rock comme Deep Purple, Blue Öyster Cult, Alice Cooper. Au sens second, l'appellation restreint son emploi à l'esthétique de groupes plus radicaux comme Black Sabbath, Judas Priest, Iron Maiden, Saxon, Dio et Accept.

## Latin metal
Le latin metal est un genre de metal dont les origines sont inspirées par des éléments de musique latine comme des chants en espagnol, des percussions et rythmes. Des groupes importants du genre incluent A.N.I.M.A.L., Ill Niño, Nonpoint, Sepultura et Soulfly.

## Metal alternatif

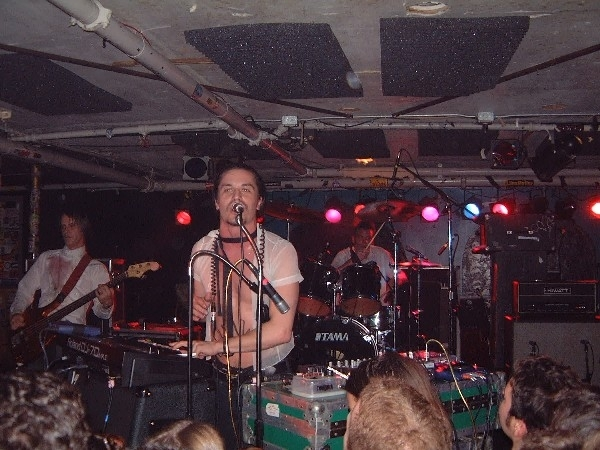
Tomahawk, groupe de metal alternatif.

Le metal alternatif est un genre de heavy metal et de rock alternatif ayant émergé au milieu des années 1980, et popularisé au début des années 1990.
Le metal alternatif mêle habituellement heavy metal et éléments d'autres genres comme le rock alternatif, et dans certains cas, d'autres genres non associés au metal. Les groupes de metal alternatif se caractérisent souvent de par leurs riffs lourds, leurs chants mélodieux, leur son différent des autres genres de heavy metal, des structures musicales non conventionnelles souvent accompagnées d'une approche expérimentale du heavy. Des groupes importants du genre incluent Alice in Chains, Chevelle, Faith No More, Helmet, Life of Agony, Soundgarden, System of a Down, Deftones et Tool.

### Funk metal
Le funk metal est une fusion entre heavy metal et funk. Il est lancé à la fin des années 1980 comme un sous-genre musical du metal alternatif et est largement inspiré du rock alternatif comme les Red Hot Chili Peppers et Fishbone. Le funk metal est également une inspiration clé du genre nu metal. Des groupes notables de funk metal incluent Living Colour, Infectious Grooves, Mordred, Primus, et Rage Against the Machine. Dans les années 1990 le terme communément utilisé pour décrire ce style musical était simplement fusion.

### Nu metal

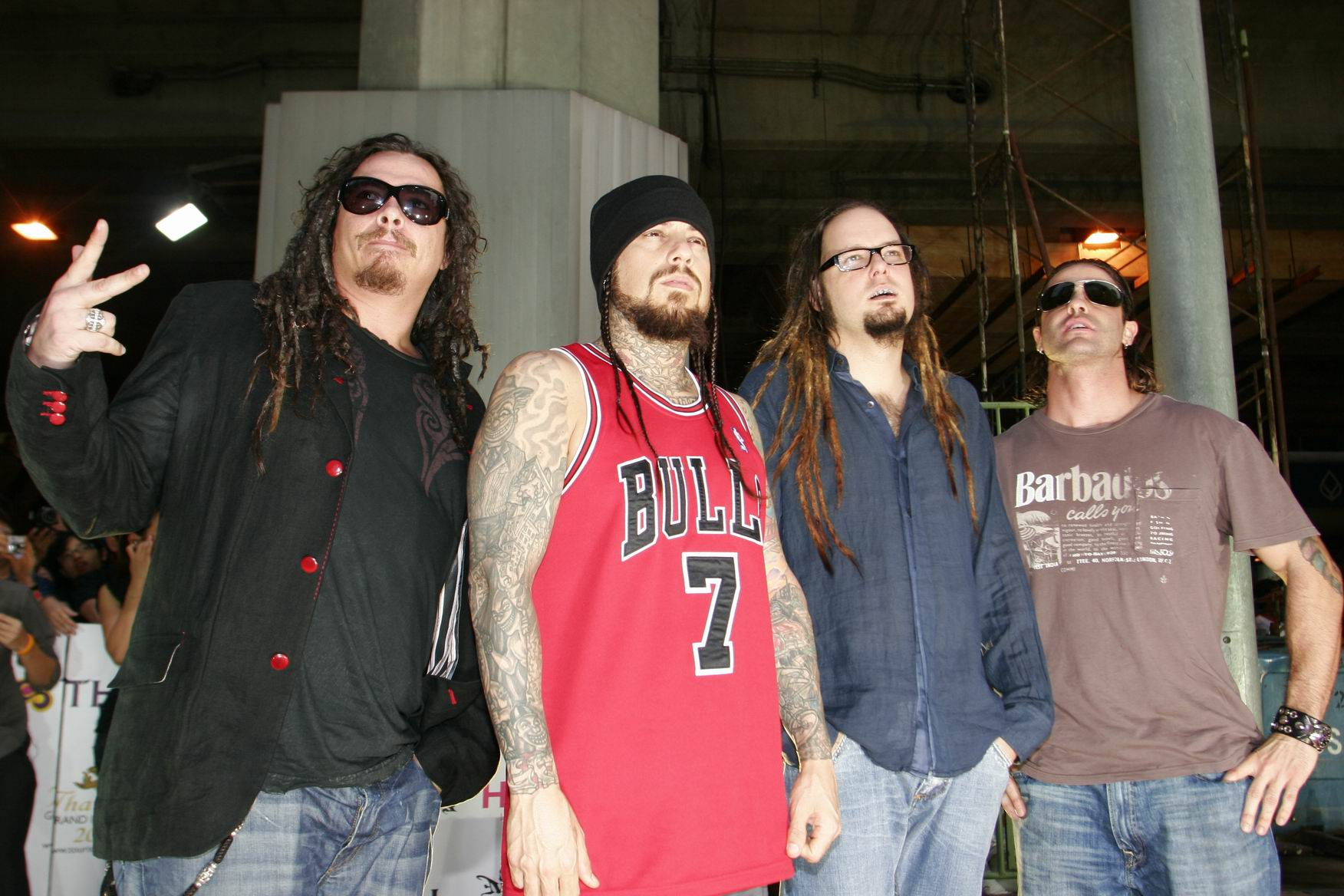
Korn, groupe de nu metal.

Le nu metal est un genre mêlant metal alternatif et éléments de groove metal avec d'autres styles, incluant grunge, musique industrielle, funk et hip-hop. Le style est principalement syncopé, basé sur les riffs, et inspiré par le rythme du groove metal. Certains groupes de nu metal font usage de guitares à sept cordes. Des tables de mixage, séquenceurs et échantillonneurs sont souvent utilisés. Le style vocal du nu metal oscille entre chant mélodieux, rap, hurlement et grunts. En 1994, Korn devient le premier groupe étiqueté « nu metal ». Linkin Park, Slipknot, Papa Roach, Kittie, Disturbed et Limp Bizkit sont des groupes importants du genre.

### Rap metal
Les groupes de rap metal utilisent la forme lyrique et vocale du hip-hop. Des exemples de groupes de rap metal sont Crazy Town, Clawfinger, Stuck Mojo et Rage Against the Machine. Le groupe de thrash metal Anthrax est également un pionnier du genre. Le rap metal est souvent étiqueté à tort sous le nom de rapcore (un genre mêlant punk hardcore et hip-hop) ou nu metal ou encore metal fusion.

## Metal avant-gardiste
Le metal avant-gardiste ou avant-metal, également connu sous le nom de metal expérimental, est un sous-genre du heavy metal défini par son usage d'expérimentation musicale et caractérisé par l'utilisation d'éléments innovateurs de musique d'avant-garde et l'utilisation de sons, d'instruments, de structures et techniques vocales non conventionnelles. Le sous-genre émerge du rock progressif, du jazz fusion, et du metal extrême, en particulier du death metal et du black metal. Certaines scènes locales impliquent celles de Los Angeles et de San Francisco aux États-Unis, d'Oslo en Norvège, et de Tokyo au Japon. Les pionniers du metal expérimental sont Boris, Celtic Frost, Earth, Helmet, Maudlin of the Well, Neurosis, Sunn O))), et Voivod.

## Metal chrétien
Le metal chrétien, ou white metal, est une forme de heavy metal habituellement caractérisée par ses messages liés au thème de la chrétienté. Le metal chrétien est souvent joué par des groupes revendiqués chrétiens ; ceux-ci sont des amateurs de musique heavy metal et sont publiés par des labels chrétiens spécialisés. Les groupes de metal chrétien participent à tous les sous-genres du heavy metal, et le seul point commun qui les lie sont leurs paroles chrétiennes ou le fait que leurs membres se revendiquent chrétiens.
Le metal chrétien émerge à la fin des années 1970 dans la scène heavy metal, lancé par des groupes comme Resurrection Band, Petra et Jerusalem (groupe suédois). Stryper, un groupe originaire de Los Angeles, atteint son pic de popularité dans les années 1980. Le groupe californien Tourniquet et le groupe australien Mortification mènent le mouvement dans les années 1990. Le groupe de rap metal P.O.D. et les groupes de metalcore Underoath, Demon Hunter, As I Lay Dying, et Norma Jean et Skillet attirent l'intérêt de leur mouvement au grand public à la première décennie du XXIe siècle en atteignant les classements du Billboard 200,.

### Unblack metal
L'unblack metal, ou black metal chrétien, est un genre musical stylistiquement similaire au black metal, mais dans lequel les groupes mettent en avant la chrétienté dans leurs paroles et imageries. De tels groupes attirent la polémique, en principe chez d'anciens groupes de black metal, en particulier ceux issus de la seconde vague, qui incitent la haine et à montrer de l'hostilité à l'égard de la chrétienté. Il semblerait que cette haine se soit développé du fait que l'unblack metal aille à l'encontre de la nature sombre du black metal et des idéaux misanthropes et individualiste de certains groupes.
Le commencement exact du black metal chrétien est depuis longtemps débattu. L'album du groupe australien Horde Hellig Usvart amène le concept et le terme holy unblack metal à l'intérêt de la presse spécialisée, tandis que le groupe norvégien Antestor, formé en 1990 comme groupe death-doom, a fait paraître sa démo The Defeat of Satan en 1991.

## Metal extrême
Le metal extrême se compose de différents sous-genres musicaux liés au heavy metal développés au début des années 1980, habituellement caractérisé par un style ou son plus agressif, abrasif et underground associés au black metal, death metal, doom metal, thrash metal, et parfois au speed metal.

## Metal industriel

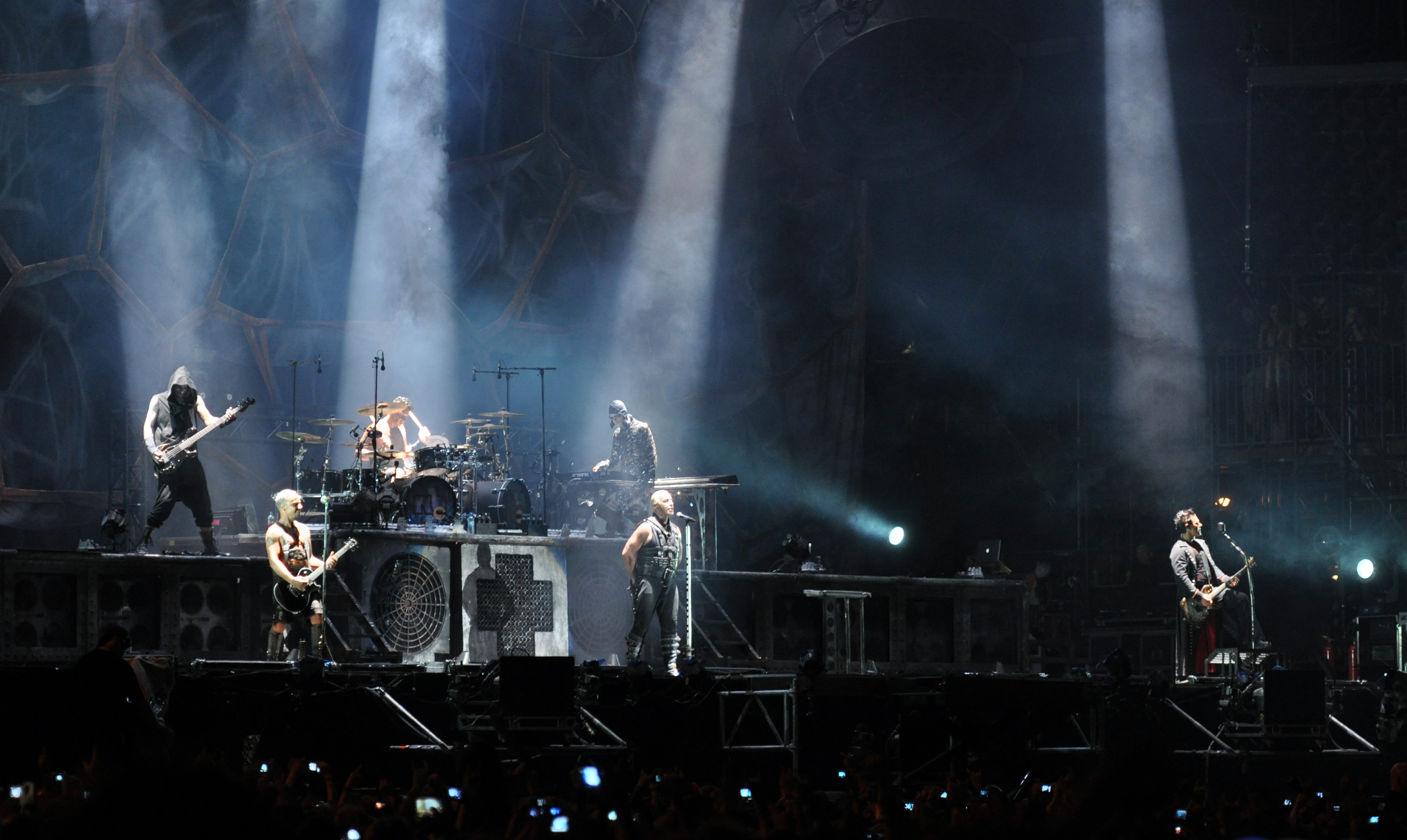
Rammstein, groupe de metal industriel.

Le metal industriel mêle éléments de musique industrielle et de heavy metal. Il se centre généralement sur des riffs répétées de guitare, sur l'échantillonnage sonore, le synthétiseur ou séquenceur, et voix distordues. Les groupes du genre les plus importants incluent Ministry, Nine Inch Nails, KMFDM, Rammstein, Fear Factory, Rob Zombie, Marilyn Manson, et Godflesh.

### Cyber Metal
Le Cyber Metal est un sous-genre du Metal Industriel, mettant en valeur un certain côté expérimental et extrême, apparaissant lorsque certains groupes décidèrent d'intégrer une base plus synthétique, sombre et pessimiste et puisant ses influences dans la littérature de science-fiction Cyberpunk.

### Neue Deutsche Härte
Le Neue Deutsche Härte est un style musical crossover apparenté au Metal Industriel influencé par le rock allemand, le metal alternatif et le groove metal mêlés avec des éléments d'electronica et de techno et dont les paroles sont généralement en allemand. Parmi les groupes notables du genre, on peut citer Rammstein, Oomph!, Eisbrecher, Megaherz, Stahlmann ou Hanzel Und Gretyl.

## Metal gothique
Le metal gothique se caractérise par un mélange d'atmosphères sombres inspirées du rock gothique et de la pesanteur du doom metal. Le genre apparaît au cours des années 1990 en Europe. Le genre provient en partie du doom-death, un genre mêlant doom metal et death metal. Parmi les groupes notables du genre, on peut citer Paradise Lost, Tiamat, Theatre of Tragedy, Moonspell, Type O Negative ou encore Tristania

## Metal néoclassique
Le metal néo-classique, ou shred metal, est un sous-genre largement inspiré de la musique classique avec à sa tête Yngwie Malmsteen qui en 1984 a popularisé le genre.

## Metal progressif
Le metal progressif est un sous genre qui se caractérise généralement par une structure musicale complexe et de longs morceaux musicaux . Ce genre s'associe a un grand nombre d'autre genre important pour donner : le heavy metal progressif, le thrash métal progressif, le death metal progressif, etc. avec comme précurseur Rush et en tête du mouvement Dream Theater, et d'autres comme : Symphony X, Fates Warning, Tool et Devin Townsend/Band/Project mais encore The Mars Chronicles ou Spheric Universe Experience 

### Djent
Le djent, connu sous le nom djent metal est un sous-genre musical dérivé du metal progressif,. Le mot « djent » est une onomatopée produite par le son d'une guitare haute et saturée emprunté par des groupes comme Meshuggah et SikTh. Le terme est à l'origine utilisé par le guitariste de Meshuggah, Fredrik Thordendal. Le mot est utilisé pour décrire des musiques qui font usage de ce son et au son lui-même, ou à la scène dans lequel il s'implique. Des groupes du style incluent Meshuggah, Periphery, Animals As Leaders, TesseracT, Shokran et Textures.

## Metal symphonique
Le metal symphonique définit plus communément des groupes de metal faisant usage d'éléments orchestraux dans leur musique. Le metal symphonique n'est, la plupart du temps, pas considéré comme un sous-genre du metal mais plutôt comme un élément qui peut se présenter dans n'importe quel sous-genre de metal. Des exemples de groupes considérés metal symphonique incluent les groupes de black metal Emperor et Dimmu Borgir, et les groupes de power metal Nightwish et Rhapsody of Fire.
D'autres groupes comme Within Temptation et Epica font partie des groupes importants du genre.

## Metalcore

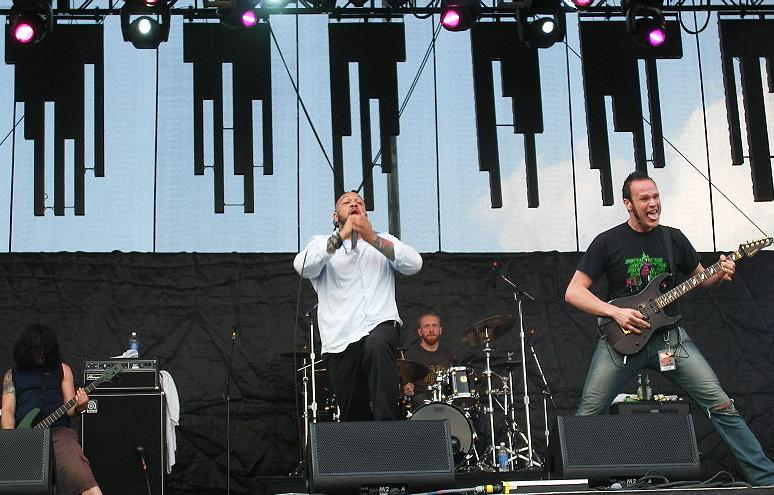
Killswitch Engage, groupe de metalcore.

Le metalcore mêle thrash metal et punk hardcore. Le genre est lancé en 1984 à l'aide de groupes comme Hogan's Heroes. Généralement, les guitaristes font usage de lourds riffs de guitare, les batteurs utilisent les d-beats et double-kick du hardcore, et les chanteurs font usage de grunts et de hurlements. Des groupes importants de metalcore incluent Converge, Hatebreed, Killswitch Engage, Bullet for My Valentine, Bleeding Through, Integrity, Unearth et Hogan's Heroes.

### Metalcore mélodique
Le metalcore mélodique est un sous-genre mêlant sonorités du death metal mélodique, punk hardcore, metalcore et occasionnellement emo. Les groupes de metalcore mélodique incluent Trivium,, All That Remains, Atreyu,,, Bullet for My Valentine, Bury Tomorrow, Darkest Hour, Asking Alexandria, As I Lay Dying, August Burns Red,,, et The Devil Wears Prada.
Les groupes qui ont influencé le genre sont des groupes originaires du death metal mélodique, en particulier At the Gates, Arch Enemy, In Flames et Soilwork. Ils font également et fréquemment usage de mélodies. La plupart des chansons du genre utilisent des chants clairs parfois accompagnés de grunts ou de hurlements. Ils font aussi usage de riffs de guitares et de breakdowns metalcore,,. Quelques groupes utilisent des solos de guitare. Certains comme Shadows Fall s'identifient dans le glam metal des années 1980.

### Deathcore
Le deathcore mêle éléments de death metal et de metalcore et/ou de punk hardcore,,,. Il est caractérisé par une utilisation « excessive » de riffs de death metal, de blast beats et de breakdowns de punk hardcore,. Quelques groupes importants du genre incluent Infant Annihilator, Merauder, Carnifex, Despised Icon, Suicide Silence, Rings of Saturn, et Whitechapel.

### Electronicore
L'electronicore désigne un mélange stylistique de post-hardcore et de metalcore avec la musique électronique, en particulier l'electronica. Parmi les groupes notables du genre, on peut citer Attack Attack!, Enter Shikari, Electric Callboy, I See Stars, Crossfaith, Abandon All Ships ou encore Fear, and Loathing in Las Vegas

### Mathcore
Le mathcore est un style dissonant et complexe dans sa rythmique de metalcore. Ses racines sont retracées dans des groupes comme Converge, Botch,, et The Dillinger Escape Plan. Les groupes importants de mathcore sont associés au grindcore,,,,.

### Nintendocore
Le Nintendocore (Nintendo rock, video rock, ou nerdcore), est un genre mêlant metalcore, metal, punk hardcore, et post-hardcore,,,, à des éléments de musique de jeu vidéo, chiptunes, et de 8-bit,,. Certains représentants du style incluent Horse the Band,,, The Advantage,, et Minibosses,.

## Power metal
Le power metal s'inspire du heavy metal et du speed metal. Le terme est utilisé pour la première fois au milieu des années 1980 et définit deux différents styles associés : le premier lancé et largement joué en Amérique du Nord avec un son plus dur similaire au speed metal, et un autre plus populaire lancé en Europe (en particulier l'Allemagne, la Finlande et la Scandinavie), l'Amérique du Sud et le Japon. Les pionniers du power métal sont d'abord Helloween, gamma ray et Stratovarius, puis Blind Guardian, DragonForce, Sonata Arctica, Sabaton, PowerWolf et HammerFall.

## Speed metal
Le speed metal émerge au milieu des années 1980. Il est moins violent, aussi rapide mais plus mélodique que le thrash metal ainsi que l'un des genres les plus proches du Heavy Metal originel. Des exemples de groupes de speed metal incluent Helloween, ADX, Anvil, Exciter ou encore Motörhead.

## Stoner metal
Le stoner rock, ou stoner metal, se caractérise typiquement par un tempo lent à moyen et une basse bien définie. Il mêle des éléments de rock psychédélique, blues rock et doom metal, souvent à des voix mélodieuses et une « rétro » production. Le genre émerge pendant les années 1990 et lancé par des groupes californiens comme Kyuss et Sleep. D'autres groupes de stoner metal incluent Acid King, Electric Wizard et Sons of Otis.

## Thrash metal
Le thrash metal est souvent considéré comme la première forme de metal extrême. Il est un sous-genre du heavy metal. Il se caractérise par un tempo rapide et une complexité et agressivité musicale. Le thrash metal évolue du speed metal, NWOBHM et des premières chansons du punk hardcore au début des années 1980. Des groupes comme Metallica, Slayer, Megadeth et Anthrax sont les groupes les plus importants du thrash metal, appelés les « Big four ».

### Crossover thrash
Le crossover thrash, ou simplement « crossover » et parfois punk metal, est une forme de thrash metal utilisant plus d'éléments de punk hardcore que du thrash standard. Le genre repose sur un continuum entre heavy metal et punk rock. Il est souvent confondu avec le thrashcore, qui est essentiellement du punk hardcore rapide,. Corrosion of Conformity, Dirty Rotten Imbeciles, Stormtroopers of Death, Suicidal Tendencies et Discharge sont des groupes importants du genre.

### Groove metal
Le groove metal (neo-thrash, post-thrash, ou power groove) se caractérise par un tempo moyen ou rapide et des riffs thrash, des solos de guitare orientés blues. Des exemples de groupes de groove metal incluent Pantera, Lamb of God, Machine Head, DevilDriver, Sepultura et A.N.I.M.A.L..

### Thrash metal allemand
Le thrash metal allemand est une forme régionale du thrash metal originaire d'Allemagne durant les années 1980 et largement influencé par la New wave of British heavy metal. Le thrash metal allemand est souvent considéré comme moins heavy et plus proche du death que le thrash metal normal. Des groupes notables de la forme incluent Kreator, Destruction, Sodom, Tankard, Holy Moses, Iron Angel, et Living Death.